# Zaligverklaring

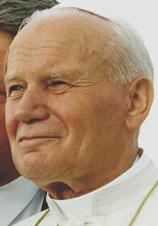
Paus Johannes Paulus II heeft meer mensen zalig verklaard dan alle andere pausen voor hem tezamen. Hij werd zelf op 1 mei 2011 zalig verklaard en werd op 27 april 2014 samen met Johannes XXIII - die hij op 3 september 2000 zalig verklaarde - heilig verklaard.

Een zaligverklaring (Lat.: beatificatio) is een gebruik binnen de Katholieke Kerk waarbij de paus, na een grondig en langdurig onderzoek, ofwel erkent dat een Dienaar Gods sinds onheuglijke tijden een publieke verering heeft genoten (beatificatio aequipollens) of – zoals meestal het geval is – formeel verklaart dat iemand die verering toekomt, omdat hij de hemelse glorie deelachtig is geworden (beatificatio formalis). Alleen de paus kan iemand zalig verklaren. Een van de vereisten is de verificatie van een wonder dat aan deze persoon werd toegeschreven. Een wonder is niet nodig voor iemand die als martelaar gestorven is. Die persoon moet al wel de status hebben van eerbiedwaardig om zalig verklaard te kunnen worden.
Zaligverklaring kan de eerste stap zijn op weg naar een heiligverklaring. Daarvoor moeten minstens twee wonderen aan de persoon toegeschreven zijn.
Een verschil tussen een zalige en een heilige is dat een zalige een betekenis heeft voor een bepaald bisdom, een bepaalde regio of congregatie, terwijl een heilige betekenis heeft voor de gehele wereldkerk. Een zaligverklaring gaat ook met minder ceremonieel gepaard dan een heiligverklaring. 
De gedachtenis aan iemand die zalig of heilig is verklaard wordt altijd gevierd op diens (eventueel vermoedelijke) datum van overlijden.
De jongste zalig verklaarde, op 17 december 2007 door paus Benedictus XVI, is Antonietta Meo (1930-1937). De eerste millennial die werd zalig verklaard, op 10 oktober 2020 door paus Franciscus, is de op 15-jarige leeftijd overleden Carlo Acutis.
Met de heiligverklaring behoort de zaligverklaring tot de hoogste onderscheidingen die de Katholieke Kerk aan overleden katholieken toekent.

## Zaligverklaring binnen het bisdom van de kandidaat
Tot 2005 was het zo, net zoals bij een heiligverklaring, dat de paus de zaligverklaring in Rome uitsprak. Paus Benedictus XVI veranderde dat en sindsdien worden zaligverklaringen uitgesproken in het bisdom van de kandidaat.
Om deze reden heeft paus Benedictus, naast de Congregatie voor de Heilig- en Zaligsprekingsprocessen, een pauselijke commissie in het leven geroepen die plechtigheden regelt, namelijk de Pauselijke Commissie voor de plechtigheden van een Zaligverklaring.
Deze Commissie bestaat uit drie personen:
- Kardinaal José Saraiva Martins, C.M.F.
- Aartsbisschop Edward Nowak
- Aartsbisschop Piero Marini

## Zaligverklaringen van Nederlanders na de Tweede Wereldoorlog
- Z. Petrus Donders in 1982
- H. Titus Brandsma in 1985
- H. Karel Houben in 1988
- Z. Eustachius van Lieshout in 2006

Verder is in 2013 een proces tot zaligverklaring aanhangig gemaakt voor de mystica Dorothea Visser.